# Списак владара Кападокије
Следи списак краљева Кападокије.

## Датамидски сатрапи Кападокије, 380-331. п. н. е.
- Датам ц.380-362. п. н. е.
- Аријамн 362-350. п. н. е.
- Аријарат I 350-331. п. н. е.

## Аријаратидски краљеви Кападокије,331. п. н. е.- 17. н.е.
- Аријарат I 331-322. п. н. е.
- Аријарат II 301-280. п. н. е.
- Аријамн II 280-230. п. н. е.
- Аријарат III 255-220. п. н. е.
- Аријарат IV Еузеб 220-163. п. н. е.
- Аријарат V Еузеб Филопатор 163-130. п. н. е.
- Ороферн 157. п. н. е.
- Аријарат VI Епифан Филопатор 130-116. п. н. е.
- Аријарат VII Филометор 116-101. п. н. е.
- Аријарат VIII 101-96. п. н. е.
- Аријарат IX ца. 95. п. н. е.
- Ариобарзан I Филоромај 95-ца. 63. п. н. е.
- Ариобарзан II Филопатор ца. 63-51. п. н. е.
- Ариобарзан III Еузеб Филоромај 51-42. п. н. е.
- Аријарат X Еузеб Филаделф 42-36. п. н. е.
- Архелај Филопатор 36. п. н. е.-17. н.е.